# Iglesia de Saint-Gilles
La iglesia de Saint-Gilles es un edificio religioso católico situado en el distrito de Saint-Gilles de Bruselas, capital de Bélgica. Construido en estilo ecléctico en 1868, es el tercer lugar de culto de la comunidad parroquial católica.

## Historia
Originalmente, la aldea de Obbrussel (antiguo nombre de la aldea de Saint-Gilles) formaba parte de la parroquia de Forest. En 1216, Enrique I, duque de Brabante y Lotaringia, convirtió la aldea en una nueva parroquia y la autorizó a construir su propia iglesia dedicada a San Gil el Ermitaño. El pueblo de Obbrussel se desarrolló entonces alrededor de esta iglesia y su cementerio. Fue destruido en 1578 por sus habitantes para evitar que fuera utilizado por las tropas españolas que sitiaban Bruselas.

En 1595 se iniciaron las obras de construcción de una nueva iglesia en el solar de la primera. Su coro fue consagrado en 1600, pero la obra no se completó hasta 1756 con el cubrimiento de la nave. Sufrió algunos daños durante los fuertes bombardeos de Bruselas en 1695. Cuando se restaura, también se amplía y en 1823 se le dio una nueva torre.
En la segunda mitad del siglo XIX, el suburbio de Saint-Gilles experimentó un fuerte crecimiento demográfico ligado a la expansión de Bruselas fuera de sus murallas, que obligó a las autoridades a demoler la iglesia en 1868 para construir una nueva y más grande. La realización de los planos de este nuevo edificio se confía al urbanista Victor Besme, que modifica su ubicación orientando el coro hacia el oeste y acercándolo a la rue du Fort. Las obras comenzaron en 1868, pero se interrumpieron en 1867 debido a una disputa entre el arquitecto y el consejo de fábrica de la iglesia. Se reanudaron en 1875 y terminaron en 1878. El edificio se consagró finalmente el 12 de abril de 1880.

## Estilismo y arquitectura
La iglesia de Saint-Gilles es un edificio de estilo ecléctico, un estilo en boga en el siglo XIX. Hay esencialmente formas inspiradas en el arte románico con, en ocasiones, elementos inspirados en el estilo gótico.
La planta basilical de la iglesia consta de un campanario-pórtico flanqueado por dos capillas laterales, seguido de una nave de cuatro tramos, dividida en tres naves. El crucero está marcado por brazos de ábside bastante cortos. El coro tiene dos tramos, el último que termina en un ábside flanqueado por dos capillas laterales en absidiolo.
Las diferentes partes del edificio culminan a diferentes alturas: la nave central, el crucero y el ábside del coro son de la misma altura y están un nivel por encima de las demás partes del edificio como las naves laterales, los ábsides que rematan el crucero y las capillas laterales del coro en el absidiolo.

## Vidrieras
En 1879, el coro de la iglesia fue complementado con vidrieras. La vidriera central al fondo del ábside representa, a la izquierda, San Gilles, Santa Bárbara y San Francisco de Sales; a la derecha, san José, santa Isabel y san Juan Bautista. Estos son los santos patronos de varios miembros de la familia Berckmans, que fue la generosa donante de las vidrieras. Dos vidrieras del ábside, donadas por esta misma familia, representan a los doce apóstoles.

## Accesibilidad
A la iglesia se accede a través de la estación de pre-metro Parvis de Saint-Gilles.

## Galería de imágenes

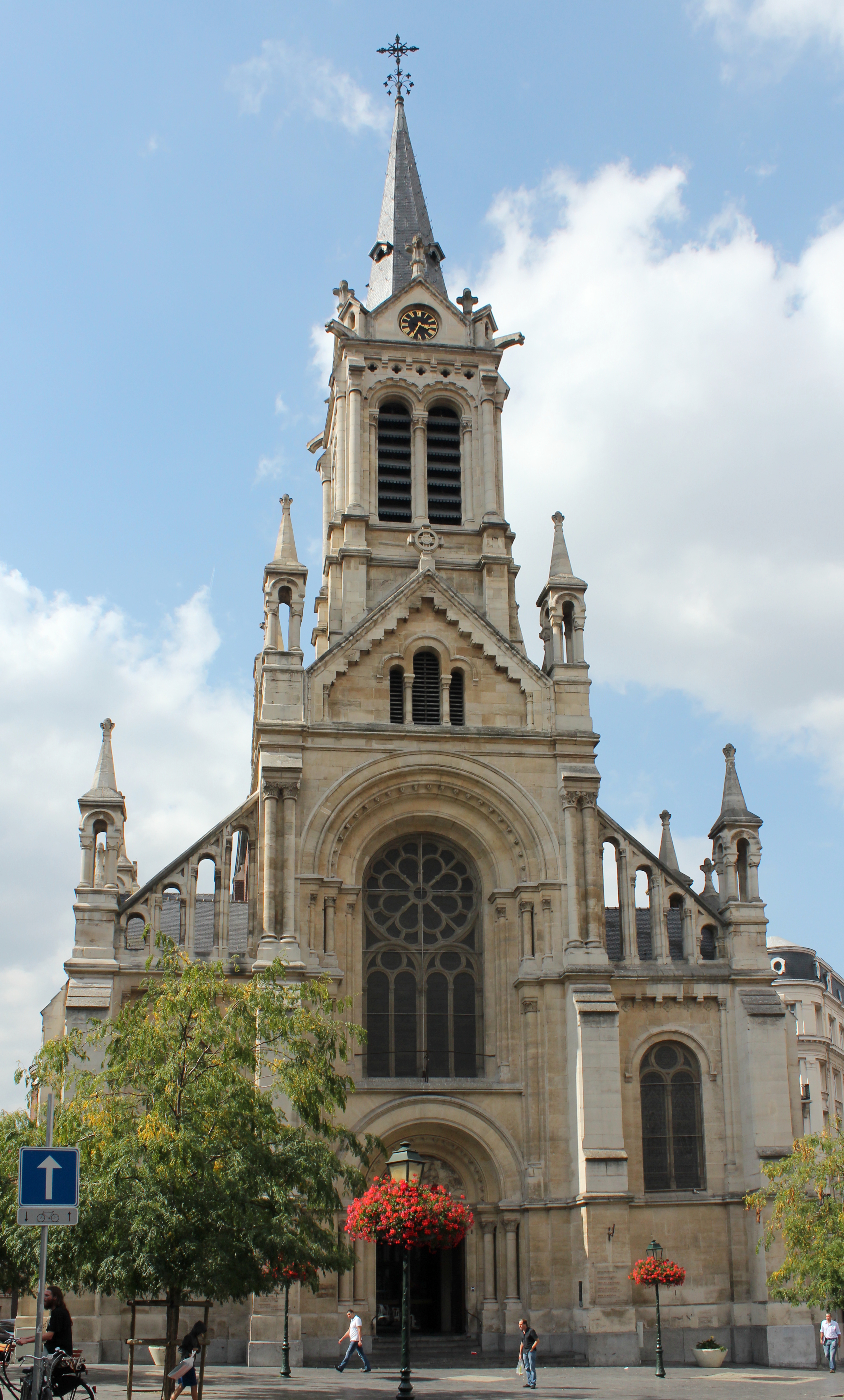
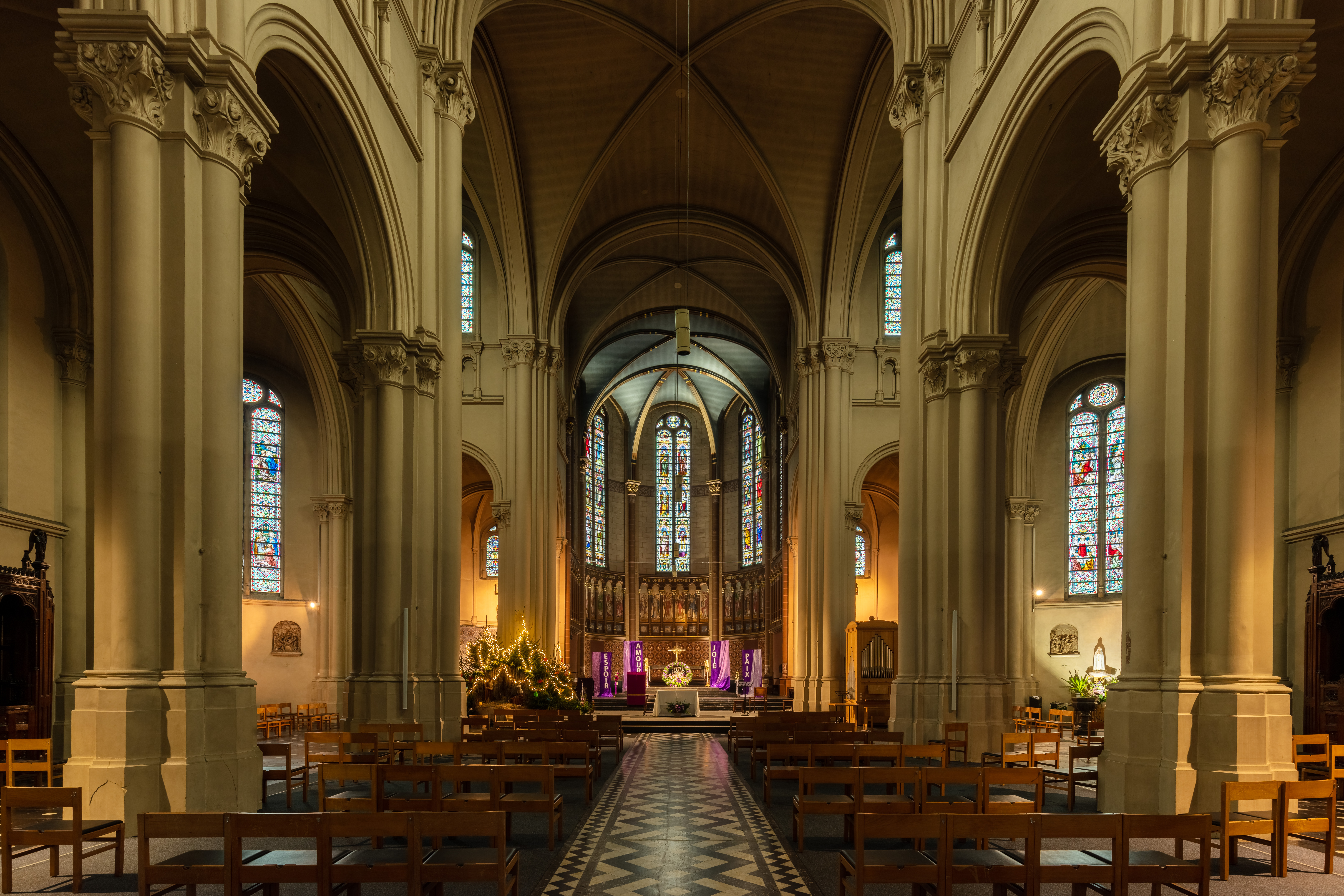
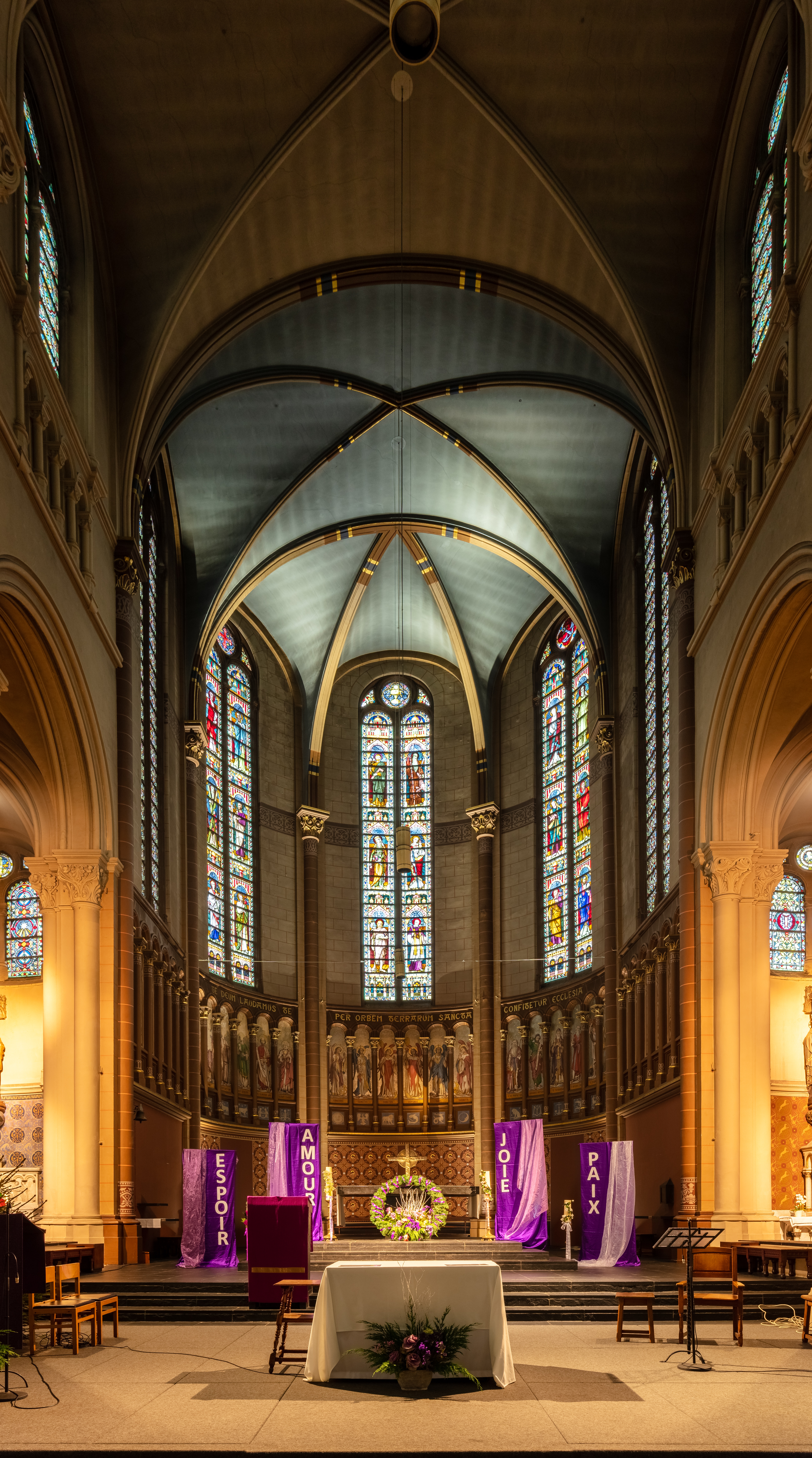
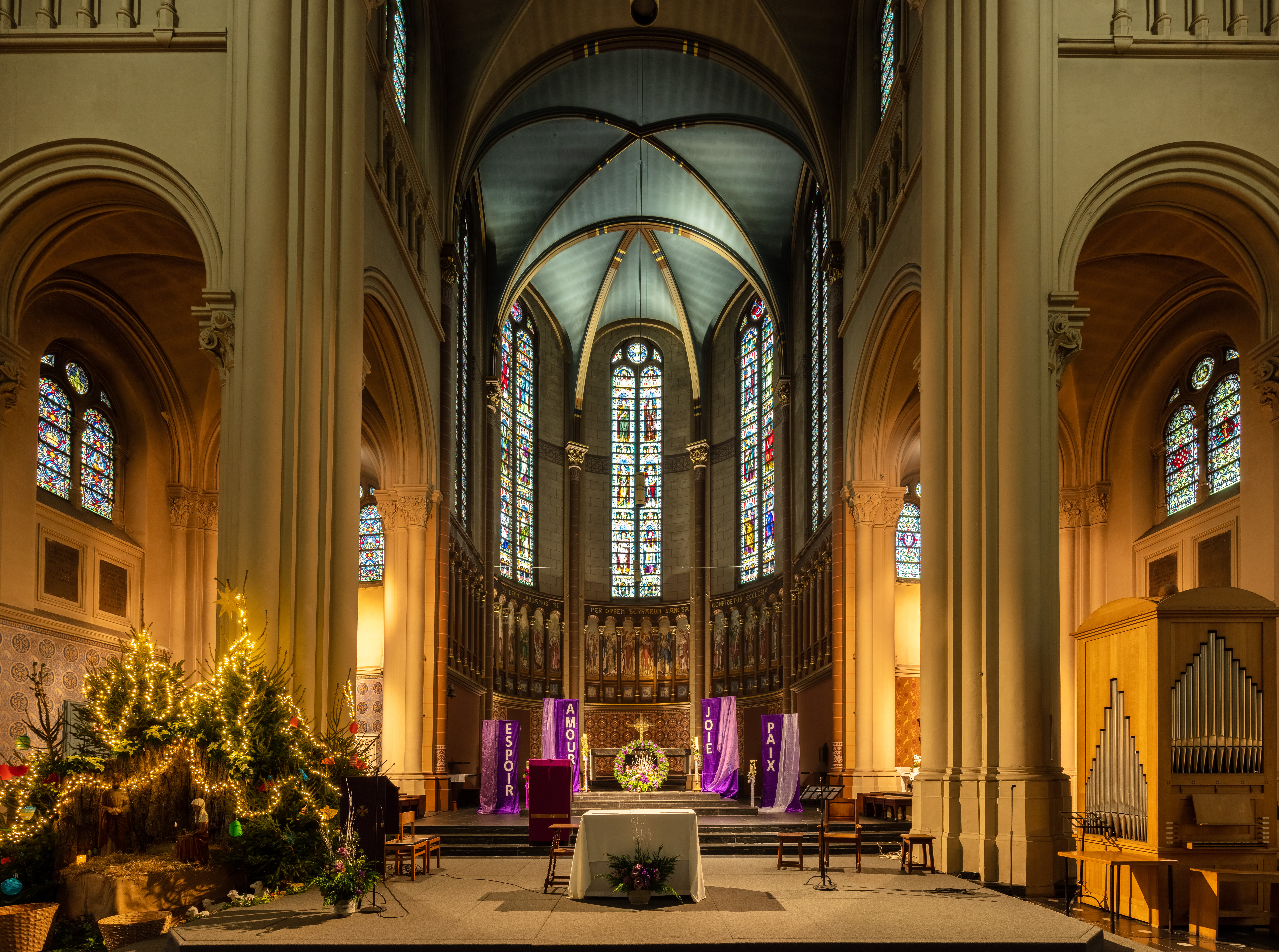
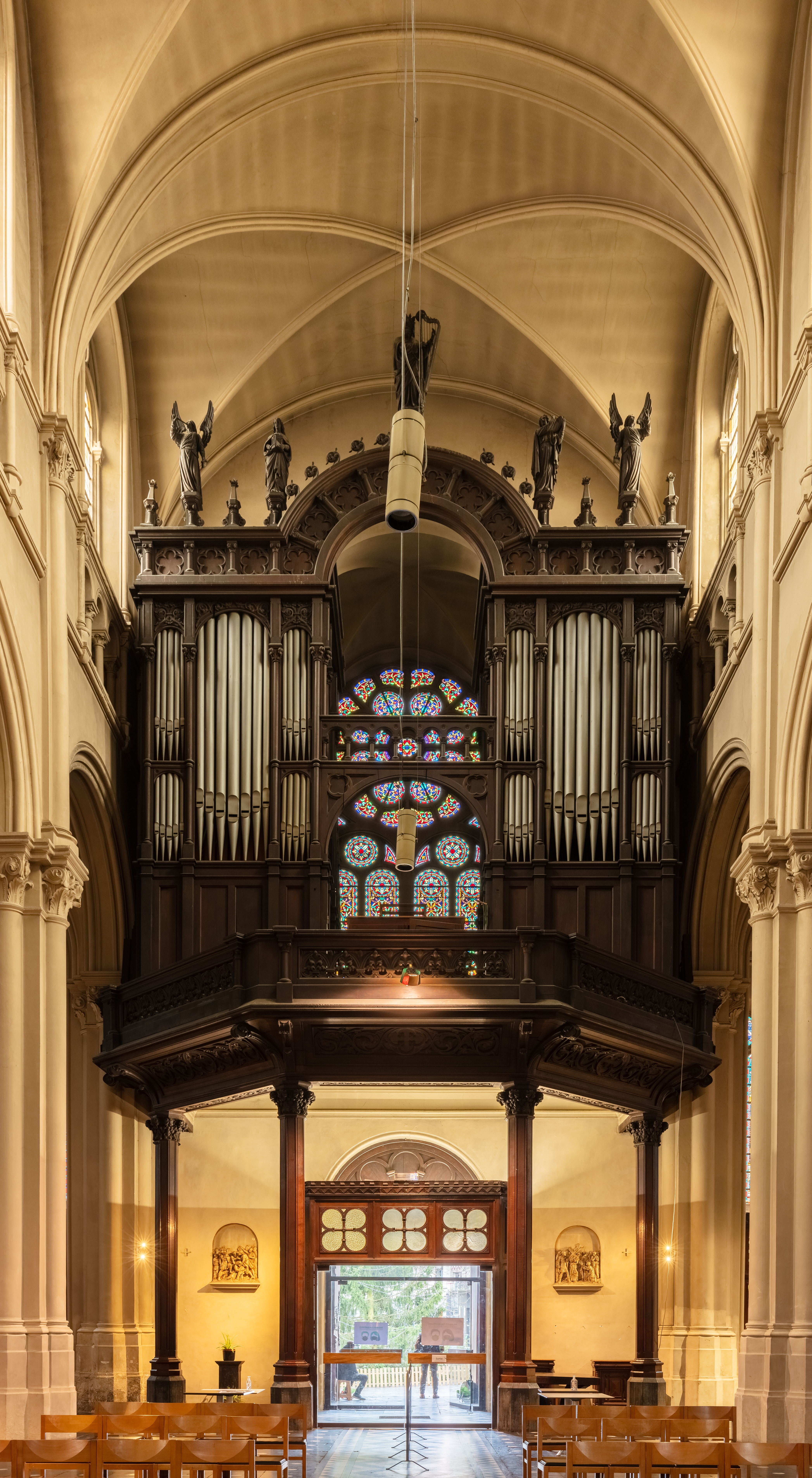
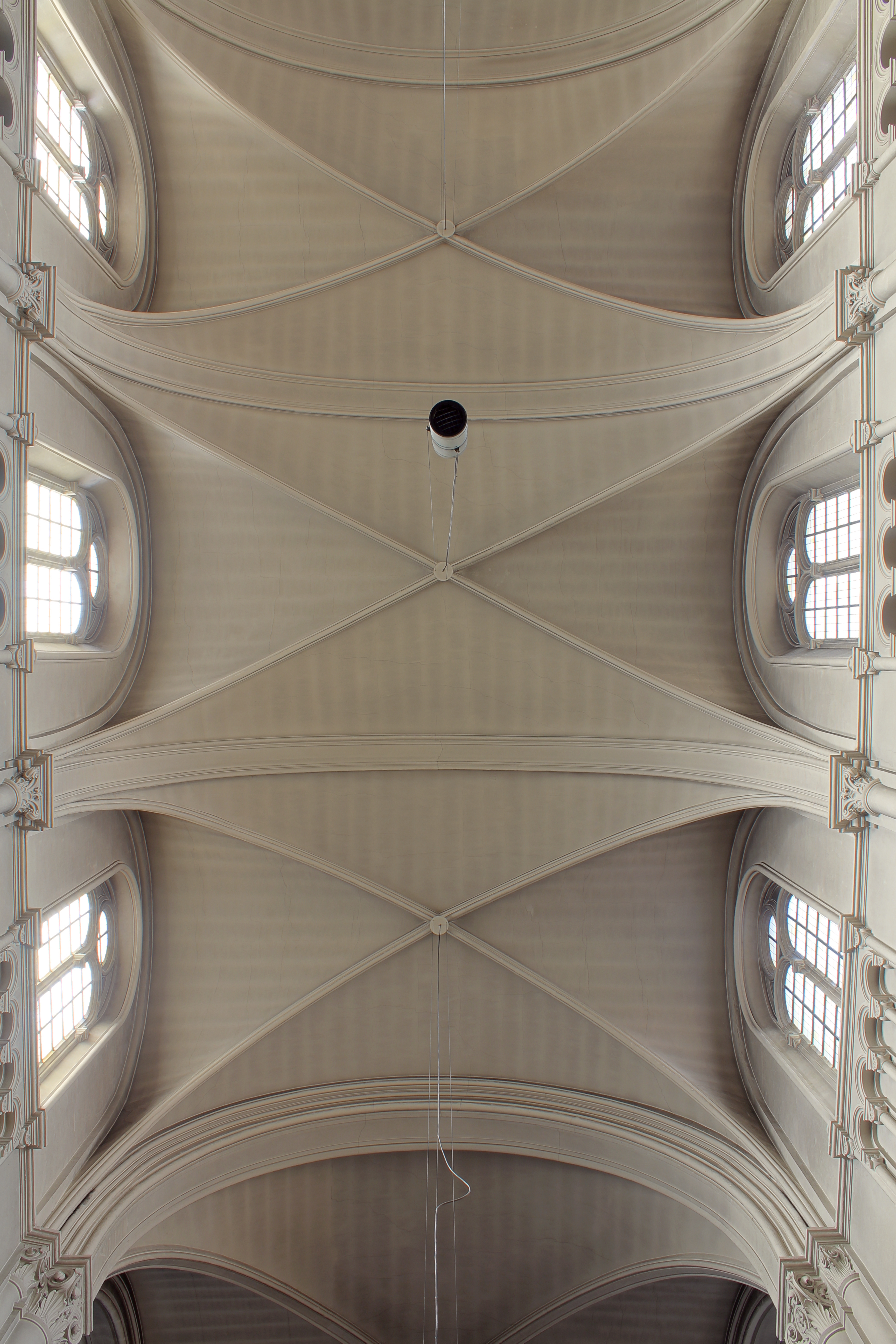